# داوید ولف
داوید ولف (آلمانی: David Wolf؛ زادهٔ ۱۵ سپتامبر ۱۹۸۹) بازیکن هاکی روی یخ اهل آلمان است.